# Đại học Sư phạm Nam Ninh
Đại học Sư phạm Nam Ninh (tiếng Hoa: 南宁师范大学; pinyin: Nánníng shīfàn dàxué) là một trường đại học tại thành phố Nam Ninh, tỉnh Quảng Tây, Trung Quốc.
Ban đầu trường có 3 cơ sở tại Minh Tú (明秀), Trường Cang (长岗) và Ngũ Hợp (五合).Năm 2018 trường xây dựng thêm cơ sở Vũ Minh(武鸣) nâng tổng diện tích lên đến 3514,53 mẫu (~2,343 km2), thư viện sách nhà trường có 1.944.900 đầu sách. Đại học chính quy tập trung có 14.693 sinh viên,nghiên cứu thạc sĩ 1.362 học viên. Hiện có 66 chuyên ngành đại học, thạc sĩ cấp 1 có 13 chuyên ngành, thạc sĩ cấp 2 có 82 chuyên ngành,và 10 thạc sĩ chuyên ngành.

## Lịch sử
- Tháng 10 năm 1953 thành lập với tên gọi ban đầu là Quảng Tây tiến tu Học viện.
- Năm 1955, học viện này được tách ra từ Đại học Sư phạm Quảng Tây và dời đến khu trường sở tại Nam Ninh.
- Mùa Xuân năm 1960, chuẩn bị thành lập Học viện Sư phạm Nam Ninh trên cơ sở Quảng Tây tiến tu Học viện. Do việc chuẩn bị Học viện Sư phạm Nam Ninh bị dừng lại nên sáp nhập vào Học viện Dân tộc Quảng Tây.
- Năm 1961, phục hồi Học viện Sư phạm Quảng Tây.
- Tháng 9 năm 1963 Học viện Sư phạm Quảng Tây lại được tách ra từ Học viện Dân tộc Quảng Tây, thành một trường độc lập.
- Năm 1967, trường được đổi tên thành Học viện Giáo dục Quảng Tây. Trong thời kỳ Cách mạng văn hóa, hoạt động giảng dạy tạm ngưng.
- Ngày 28 tháng 12 năm 1978, Quốc Vụ Viện nước Cộng hòa Nhân dân Trung Hoa phê chuẩn trường này thuộc tỉnh, chính thức thành lập Học viện Sư phạm Nam Ninh.
- Năm 1985, đổi tên thành Học viện Sư phạm Quảng Tây.
- Ngày 1 tháng 1 năm 2003 Học viện Sư phạm Dân tộc Nam Ninh sáp nhập vào Học viện Sư phạm Quảng Tây.
- Ngày 14 tháng 6 năm 2018 Học viện Sư phạm Quảng tây được Bộ giáo dục Trung Quốc phê chuẩn chính thức đổi tên thành Đại học Sư phạm Nam Ninh (南宁师范大学)

## Các đơn vị trực thuộc
Đến cuối năm 2004, học viện này có 11 khoa, 3 học viện, 1 trường trung cấp nghề, 3 cơ sở giáo dục công cộng, một bộ môn giáo dục tiểu học, 13 viện nghiên cứu. Trường có "Cơ sở giáo dục đào tạo hiệu trưởng trung-tiểu học Quảng Tây", "Cơ sở Giáo dục trung-tiểu học Quảng Tây" và "Cơ sở Giáo dục từ xa Quảng Tây".